# Stazione di Arcore
Stazione di Arcore vasútállomás Olaszországban, Lombardia régióban, Arcore településen.

## Vasútvonalak
Az állomást az alábbi vasútvonalak érintik:
- Lecco–Milánó-vasútvonal

## Kapcsolódó állomások
A vasútállomáshoz az alábbi állomások vannak a legközelebb:
- Stazione di Monza (stazione di Milano Porta Garibaldi superficie, Stazione di Milano Centrale, Lecco–Milánó-vasútvonal, S8)
- Stazione di Carnate-Usmate (Stazione di Lecco, Lecco–Milánó-vasútvonal, S8)